# Willi Nowak
Willi Nowak, též Willy, Vilém (3. října 1886 Mníšek pod Brdy – 20. října 1977 Praha), byl český malíř a grafik, ve 30. letech profesor Akademie výtvarných umění v Praze, po druhé světové válce spoluzakladatel VŠVU v Bratislavě, národní umělec.

## Život

### 1886 – 1918
Willi Nowak se narodil jako syn majitele továrny na textilní barviva v Mníšku. Jeho otec a tety byli spřízněni s Quido Bělským, mlynářem Odkolkem a mecenášem umění Karlem Riegrem. Willi Nowak se jeho prostřednictvím seznámil s uměleckými časopisy a osobně s Václavem Brožíkem a Karlem Liebscherem. Silně ho ovlivnil katalog s dřevořezy Hokusaie a také barevné textilní vzorníky v otcově továrně. Od tří let kreslil, ale během docházky na německou reálku byl pro výtržnictví vyloučen ze všech škol a toto vysvědčení mu znemožnilo i přijetí na uměleckoprůmyslovou školu. Navštěvoval jeden rok soukromou malířskou školu Ferdinanda Engelmüllera a o prázdninách odcestoval do umělecké kolonie v Dachau za profesorem Hansem von Hayekem.
Od roku 1903 studoval na Akademii výtvarných umění v Praze v ateliéru Franze Thieleho. Akademie právě zažívala jednu ze svých personálních krizí a návrat ke konzervativnímu akademismu. Pro Nowaka tak byly podnětnější pražské výstavy francouzského umění, které uspořádal SVU Mánes (1902), výstava umělecké kolonie Worpswede (1903), Munchova výstava roku 1905 a francouzští impresionisté (1907). Po absolvování Akademie roku 1906 se s ním spřátelil Emil Filla, který ho přizval do skupiny Osma.
Osma chystala výstavu, ale neměla dost vlastních prostředků na pronájem místnosti. Emil Artur Pittermann, který snil o umělecké kolonii podobné Worpswede, pozval Nowaka roku 1906 do vesnice Všechlapy, kde jeho známý a místní učitel měl domluvit ubytování. Na honu učitel nešťastnou náhodou Nowaka postřelil do kolenou a broky se nepodařilo vyoperovat. Ze soudem určeného finančního odškodného pak Nowak zaplatil pronájem výstavy. Jako jediný prodal na první výstavě Osmy roku 1907 všechny vystavené obrazy. Druhou výstavu uspořádal Topičův salon o rok později a Nowak zde vystavil první z pozdější série obrazů říčních krajin - Labská krajina (NG).
Velmi úspěšná byla Nowakova účast na výstavě Spolku německých výtvarných umělců v Čechách roku 1909 v Rudolfinu, kde vystavil 18 obrazů a většinu prodal. V témže roce přijel do Prahy Julius Meier-Graefe, který označil Nowakovy obrazy za nejlepší ze současného rakouského umění a navrhl mu obeslat výstavu Berliner Secession. Soubor Nowakových obrazů z Rudolfina vystavila roku 1910 vídeňská Galerie Miethke a Oskar Kokoschka tam Nowaka přemluvil ke vstupu do progresivní vídeňské umělecké skupiny Kunstschau. Tytéž obrazy potom vystavila roku 1911 prestižní berlínská Cassirerova galerie. Následovala návštěva členů Die Brücke (O. Muellera, E.L. Kirchnera) u Nowaka v Mníšku, jejímž cílem bylo navázat vztahy s Osmou. Nowak se ve stejném roce portrétoval Maxe Broda a setkal se zde s Franzem Kafkou, který si od něj koupil dvě litografie. Vystavoval ve Flechtheimově galerii v Düsseldorfu a dostal nabídku mnichovského obchodníka a galeristy Thannhausera ke spolupráci.
U Thannhausera vystavoval roku 1912, kdy se do Mnichova odstěhoval a oženil se zde s Helenou Steinovou. Stýkal se s členy skupiny Der blaue Reiter, zejména Jawlenským, Mackem, Paulem Klee a také s Alfrédem Justitzem, který přijel na pozvání Thannhausera. Roku 1913 byl jedním ze zakladatelů skupiny Mnichovská Nová Secese (Münchener Neue Secession), a v témže roce provázel jako malíř vojenskou mapovací expedici ženistů do Bosny. Po vypuknutí První světové války byl Nowak kvůli svému postřelení, které zanechalo trvalé následky (1907), odvelen až roku 1916 a odsloužil válku jako důstojník v litoměřické posádce.

### 1918 – 1939
Nowakovi rodiče byli nuceni prodat dům i továrnu v Mníšku a odstěhovali se do Rakouska, kam za nimi Willi Nowak koncem války přišel. Jako člen Kunstschau roku 1918 vystavoval ve Vídni s Kokoschkou a Schielem a uzavřel smlouvu na pět let s galeristou a obchodníkem Nebehayem. Roku 1920 se přestěhoval s rodinou do Berlína. Účastnil se aktivit Berliner Secession a seznámil se s Theodorem Däublerem (bratr Heleny Steinové) a jeho přáteli z Bauhausu Feiningerem a Schlemmrem, grafikem Karlem Hoferem, Käthe Kollwitz a také s významným švýcarským sběratelem Reinhardtem. Roku 1922 si postavil s bratrem Arnoštem letní vilu v u jezera Matsee v Seehamu. Inflace roku 1923 mu zkomplikovala život, ale mnohem nepříjemnější byla hospodářská stagnace a nařízení úřadů nakupovat do galerií pouze díla německých umělců.
Roku 1927 Nowak zasílal obrazy na výstavu do Vídně a ještě předtím je vystavil v Rudolfinu. V Praze dostal nabídku převzít uvolněné místo jednoho ze tří německých profesorů na Akademii po prof. Krattnerovi a roku 1928 zde získal profesuru.
Studenti: v letech 1929–1939 v jeho ateliéru absolvovalo 46 studentů.  Mezi ně patřili Jakub Bauernfreund, Endre Nemes, Peter Kien, Bedrich Hoffstädter, Ada Novák, Ján Mudroch, Adolf Zábranský, Ján Želibský, Karel Veselý, František Jiroudek, Peter Matejka, Jiří Horník, Eugen Nevan, Karel Souček, Václav Boštík, Vladislav Vaculka, František Wanka, Peter Weiss a další.
V Praze se jeho blízkým přítelem stal profesor Emil Utitz a také mezi českými profesory Akademie byl dobře přijat. Ve 30. letech narůstal nacionalistický tlak ze strany německého Spolku i některých studentů. Roku 1935 zemřela Nowakova žena Helena Steinová. Jeho druhá žena Hana Haasová byla ve 20. letech dopisovatelka TASSu a členka Komunistické strany. Roku 1937 navštívil Nowak Moskvu s delegací výtvarníků v souvislosti s probíhající výstavou československého umění. Po Mnichovu byl vyloučen z německého Spolku a jeho ateliér na Akademii nový ředitel Heinrich Hönich zrušil. Během války žil Willi Nowak v ústraní.

### 1945 – 1977
Po válce Nowaka požádali jeho slovenští studenti, aby pomohl založit Vysokou uměleckou školu v Bratislavě. V letech 1946–1949 byl členem SVU Mánes. Nowak byl členem Komunistické strany a v 50. letech se stal režimem uznávaným a oceňovaným umělcem. Pracoval střídavě v Praze a ve svém letním sídle v Zahrádkách u České Lípy. Zemřel v Praze ve věku 91 let a je pochován na Vyšehradském hřbitově.

### Ocenění
- 1957 Zasloužilý umělec
- 1961 Řád práce
- 1967 Národní umělec
- 1976 Řád republiky

## Dílo
Willi Nowak sám uvádí, že ho celoživotně ovlivnilo dílo japonského malíře Hokusaie a jeho cyklus 36 pohledů na horu Fudži, ze kterého čerpal zejména kompozici krajiny a budování hloubky prostoru (Labská krajina, 1908). Kromě toho měl možnost seznámit se s dílem Václava Radimského, který byl vzdáleným příbuzným mecenáše Riegra, a také s jeho sbírkou obrazů, kde byl zastoupen Chittussi nebo Liebscher. Během studia si oblíbil díla Luďka Marolda a Beneše Knüpfera. Nowakovy nejstarší obrazy charakterizuje nekontrastní a klidné budování objemů pomocí hutných a kompaktních barevných skvrn a dominance šedomodrých a šedozelených tónů.
Společnost malířů, scházející se v pražské kavárně Union byla dobře obeznámena s teoretickými statěmi J. Meier-Graefa, mimořádně vlivného berlínského teoretika umění, který se zabýval dílem Muncha, Art Nouveau a francouzskými impresionisty a postimpresionisty. Pražané kromě toho měli možnost vidět francouzské umění nebo Muncha na výstavách v letech 1902–1907. Nowakova portrétní tvorba byla načas ovlivněna Daumierem a v modelaci světlem se obracel až k tradicím klasicismu a rokoka (Autoportrét, 1910).. Pro jeho pozdější dílo se stalo typické využívání určitých dílčích motivů nebo lidských typů v kompozicích, které byly volnou transformací viděné skutečnosti. Podle F. X. Šaldy (1909) je Nowak "sladký samotář, vidí krajinu i celý život z odstupu, zvláštní mlhou snivosti a fabulačního kouzla"
Nowak nepřijal metodu kubismu, ke které se obrátila řada členů Osmy, ale později jako profesor Akademie nebránil svým žákům kubismem se inspirovat. Asi nejblíže ke kubismu má jeho poválečný obraz Harlekýn (1920). Při návštěvě členů Die Brücke se od Otto Müllera naučil nové technice barevné litografie. V letech 1912–1916 vytvořil litografické ilustrace ke knize Huga von Hofmannsthala Ariadna na Naxu (R. Piper a spol., Mnichov). Pro Nowakův mnichovský pobyt je charakteristický příklon k smyslovosti a proměna barevné složky obrazu, prováděné v hutných nánosech splývavými tahy štětce.. Ve větší míře se začal zabývat také akvarelem.
Meziválečná tvorba Williho Nowaka navázala na předchozí období větším důrazem na barevnost, ale nelze ji označit za fauvistickou nebo blízkou fauvismu. Barevný posun je vždy spíše k tlumeným barevným tónům (Jarní krajina, 1928, Neděle, po 1935) a Nowak se opakovaně vrací od obrazů budovaných z barevných skvrn k portrétům malovaným téměř klasickým stylem. Pro jeho krajiny je typická hloubka dalekých horizontů (Labská krajina u Litoměřic, 1931, Letní krajina, 1933-35).
Po roce 1945 převažují v Nowakově tvorbě kompozice se skupinami lidí zachycených při práci na venkově. (Třešně, 1945, Žně, 1950). Jeho portrétní tvorba plnila společenskou objednávku (Karel Marx, Klement Gottwald), mezi krajinami se objevují také veduty Prahy (Pohled na Prahu, Pohled na Bubeneč, 1952). Koncem 60. let se Nowakův rukopis uvolnil a barvu používá ve formě abstraktních skvrn nanesených rychlými tahy štětcem. Centrálním motivem je obvykle figurální kresba, kterou se vrací k dříve zpracovaným námětům (Domek z karet, 1932, 1976). Své obrazy začal podepisovat Vilém Nowak.

### Zastoupení ve sbírkách
- Národní galerie v Praze
- Galerie hlavního města Prahy
- Galerie Středočeského kraje v Kutné Hoře (GASK)
- Severočeská galerie výtvarného umění v Litoměřicích
- Moravská galerie v Brně
- Alšova jihočeská galerie v Hluboké nad Vltavou
- Galerie Benedikta Rejta, Louny
- Galerie výtvarného umění, Karlovy Vary
- Galerie výtvarného umění v Olomouci

### Výstavy
Do roku 1948 vystavoval Nowak samostatně v Praze v Galerii André (1930) a v Mánesu (1936, 1948) a zúčastnil se výstavy Prager Secession (1932), Zlínského salonu (1936) a výstav československého umění v Paříži (1937) a Osmy v Praze roku 1937.